# 荷留
荷留（にどめ）とは、生活物資（主にコメ）を地域外へ移動させることを禁ずる命令、もしくは行動。港にて船の荷揚げ荷下ろしを制限することは津留（つどめ）と呼ばれた。戦国時代から明治時代初頭にかけて行われた。
多くは各藩や直轄奉行所などが発する公的な命令であったが、飢饉の拡大を恐れた農民や住民が私的な関所を設けて行う例も見られた。  

## 概要

### 戦国時代
戦国時代には、敵地への経済封鎖の一環として、米穀や塩の輸送を禁じることが行われた。「敵に塩を送る」という故事のきっかけは、今川氏真によって甲州側への荷留（塩止め）が行われたことがきっかけである。

### 江戸時代
江戸時代の場合は、食糧確保のための自衛措置や一部の者が不当な収益を上げることを目的に行われるようになった。
江戸時代は、藩単位で見ると農業政策はまちまちであり、冷害などで米の収穫量が減少すると、地域ごとに米の保有量や米価に大きな不均衡が生じた。
平常時に不均衡が生じると、物資の移動により均衡状態に向かうこととなるが、様々な思惑、例えば、 
- 飢餓輸出的な物資の流出防止
- 敵対する隣接藩への報復措置
- 米価つり上げを狙う商家や官吏の結託

などの理由により、しばしば荷留が行われるようになった。
具体的な方法としては、関所における物資流通の制限、沖仲仕の活動停止など多岐にわたる。

## 荷留・津留の実施と結果
大飢饉時には、特に、多くの諸藩で実施された。荷留や津留の多くは、自領内の食料を確保する目的で行われたが、周辺諸藩も対抗措置として荷留や津留を行うことから、他領からの物資移入が進まずに、かえって被害の拡大を招くことも珍しくなかった。 
蝦夷国の松前藩は、北前船により直接、大坂などの大都市と通商を行う、いわば重商主義の上に成り立っており、津留を行わなかった（行う必要が無かった）が、対岸の弘前藩や盛岡藩（八戸藩）は、天保の大飢饉の際などには周辺藩との対抗上、荷留や津留の実施に追い込まれた。結果、前者は餓死者をほとんど出すことは無かったのに対し、後者は一万人単位の餓死者を出す一因となった。